# Wölfe der Nacht
Wölfe der Nacht (Originaltitel Brawn of the North) ist ein US-amerikanischer Abenteuerfilm von Laurence Trimble mit Irene Rich in der Hauptrolle. Der Stummfilm war der zweite Auftritt des Filmhundes Strongheart, der hier die Rolle des Hundes „Brawn“ (englisch ugs. für ‚Körperkraft‘ bzw. ‚Muckis‘) spielte. Die Premiere des Films fand am 12. November 1922 statt. In Österreich kam er 1924 in die Kinos, hier auch unter dem Titel Brawn, der Hund aus dem Norden. Im Deutschen Reich wurde er 1925 veröffentlicht. Da keine Kopien der sieben Filmrollen existieren, gilt der Film als verschollen.

## Handlung
Marion Wells zieht mit ihrem Hund Brawn nach Alaska, um sich ihrem Bruder Lester und ihrem Verlobten Howard Burton anzuschließen. Die Männer geraten in Streit, bei dem Burton Lester tötet. Marion ergreift panisch die Flucht, Brawn führt sie durch einen Sturm zu Peter Coes Hütte. Peter zwingt sie zur Heirat, aber sie verlässt ihn und verkauft Brawn, um sich selbst ernähren zu können. Als Peter feststellt, dass der Hund von seinem neuen Besitzer misshandelt wird, rettet er Brawn und gibt ihn Marion zurück, die nun erkennt, dass sie Peter liebt.

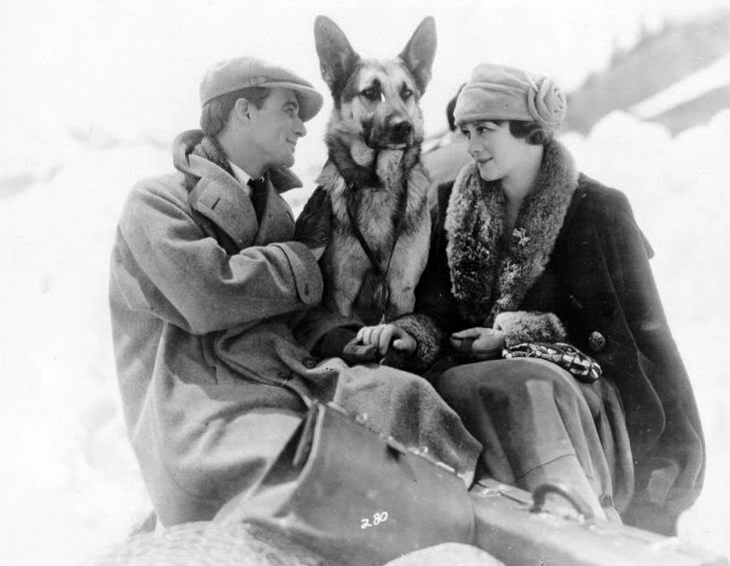
Lee Shumway, Strongheart und Irene Rich

Einige Zeit später, als Marion und Peter mit ihrem Baby in die Stadt fahren, müssen sie nach Brawn suchen. Die Suche ist erfolglos, doch bei der Suche verschwindet das Baby. Nach einiger Zeit entdecken sie, dass Brawn zurückgekommen ist, um das Baby vor einem Rudel Wölfe zu retten und es in die Hütte eines Missionars gebracht hat.

## Entstehung
Laut einem Zeitungsbericht wurde Strongheart für den Film mit 50.000 Dollar versichert (2024: ca. 930.000 Dollar). Zudem wurde berichtet, dass ein Hund namens „Cuno“ als seine Zweitbesetzung diente.
Die Dreharbeiten begannen Mitte April 1922 im kalifornischen Truckee. Weitere Außenaufnahmen wurden in Bridgeport im Mono County gedreht. Die Produktion zog im Juni 1922 in die Cosmo Art Studios in Los Angeles und wurde laut verschiedenen zeitgenössischen Kurznachrichten wahrscheinlich im folgenden Monat abgeschlossen.